# Tropicana Field
Tropicana Field (apelidado de "The Trop") é um estádio multiuso coberto localizado em St. Petersburg, na Flórida, nos Estados Unidos. "The Trop" foi a casa do Tampa Bay Rays, time da Major League Baseball (MLB), de 1998 a 2024. O estádio também é utilizado para futebol americano universitário e, entre dezembro de 2008 e dezembro de 2017, foi sede do St. Petersburg Bowl, um jogo anual do pós-temporada. O local é o único estádio da MLB com domo fixo (não retrátil). Em termos de capacidade de assentos, o Tropicana Field é o menor estádio da MLB quando as fileiras com visão obstruída nas seções superiores são cobertas com lonas, como ocorre na maioria dos jogos do Rays.
Inaugurado em 1990, o estádio foi originalmente chamado de Florida Suncoast Dome. Em 1993, o Tampa Bay Lightning mudou-se para o local e seu nome foi alterado para ThunderDome até que o time se transferisse para sua nova casa no centro de Tampa em 1996. Em outubro de 1996, a Tropicana Products, uma empresa de sucos sediada na cidade vizinha de Bradenton, assinou um contrato de naming rights por 30 anos.

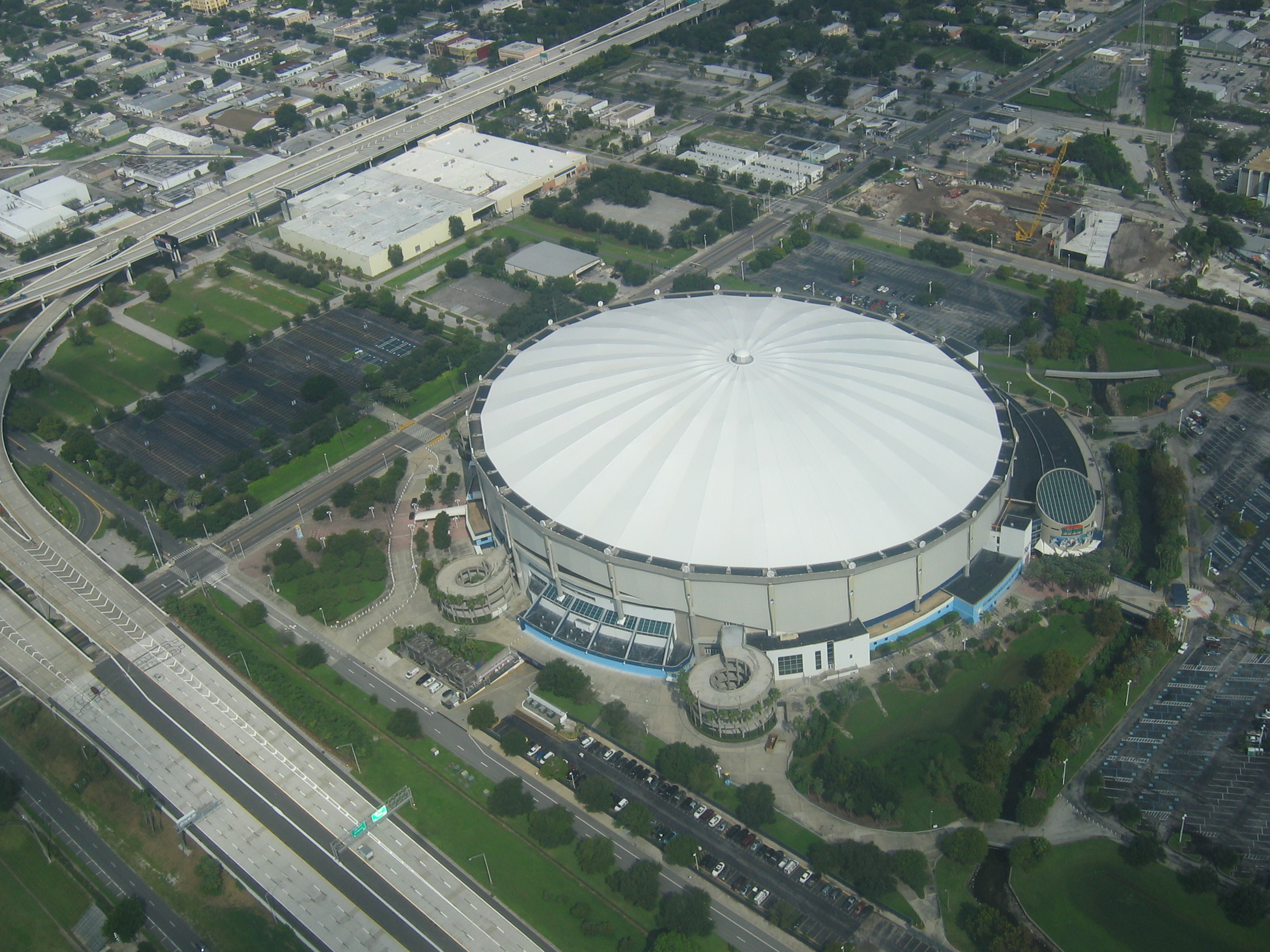
Vista aérea do estádio.

A localização e o design do Tropicana Field (especialmente os passarelas no teto) têm sido amplamente criticados e o estádio é frequentemente citado como um dos piores da MLB. A própria liga apontou a necessidade de substituí-lo como um dos principais obstáculos para futuras expansões.
Em 2023, o Tampa Bay Rays anunciou um acordo com políticos locais para a construção do Gas Plant Stadium, um novo estádio próximo ao Tropicana Field, com custo estimado de US$ 1,2 bilhão de dólares — metade financiada por contribuintes. Porém, em março de 2025, o Rays cancelou o acordo.
Em 9 de outubro de 2024, grande parte da membrana translúcida de fibra de vidro do teto do Tropicana Field foi destruída pelo Furacão Milton. Embora uma reforma do estádio esteja planejada para 2026, seu futuro permanece incerto. Atualmente, o Rays está mandando todos os seus jogos em casa na temporada de 2025 no George M. Steinbrenner Field, em Tampa.